# Unió Atlètica d'Horta
L'Unió Atlètica d'Horta è una società calcistica con sede a Barcellona, nella comunità autonoma di Catalogna, in Spagna. Gioca nella Tercera División, quarta categoria del campionato spagnolo.

## Palmarès

### Competizioni regionali
- Primera Catalana: 2

1996-1997, 2016-2017
- Segona Catalana: 1

2011-2012 (gruppo 3)